# Nasser al-Dawsari
Nasser al-Dawsari (arabisch ناصر الدوسري, DMG Nāṣir ad-Dausarī; * 19. Dezember 1998 in Riad) ist ein saudi-arabischer Fußballspieler. Er ist in der Abwehr beheimatet und spielt dort bei seinem aktuellen Klub zumeist als Linksverteidiger.

## Karriere

### Verein
Zur Saison 2018/19 wechselte er von der U23 von al-Hilal fest in den Kader deren ersten Mannschaft. Bereits zuvor kam er schon am 17. Dezember 2017 bei einer 1:2-Niederlage gegen den al-Fayha FC zum ersten Mal zum Einsatz. Hier wurde er zur 80. Minute für Muhannad Fallatah eingewechselt. In derselben Saison kam er auch noch zu zwei weiteren Kurzeinsätzen.
Nachdem er nun fester Teil des Kaders war, wurde er auch in der Liga noch öfter eingesetzt und sammelte in der Folgesaison somit nun zwölf Ligaspiele, auch in der AFC Champions League 2019 kam er zu fünf Einsätzen, an dessen Ende er mit seiner Mannschaft auch den Titel gewann. In den folgenden Jahren konnte er in der Liga zumeist zweistellige Einsatzzahlen pro Spielzeit erzielen. Jedoch konnte er bislang nicht den Status eines unangefochtenen Stammspielers für sich beanspruchen. 
Mit seiner Mannschaft gewann er bislang somit vier Meistertitel, einmal den nationalen Pokals und zwei Mal die AFC Champions League.

### Nationalmannschaft
Bei der saudi-arabischen U20-Nationalmannschaft war er unter anderem Teil des Kaders bei der U20-Weltmeisterschaft 2017, erhielt hier jedoch keinen Einsatz.
Sein erstes Spiel im Dress der A-Nationalmannschaft hatte er am 25. März 2021 bei einem 1:0-Freundschaftsspielsieg über die Auswahl von Kuwait. Hier stand er auch gleich in der Startelf und wurde zur 60. Minute dann für Ali al-Asmari ausgewechselt. Daran anschließend bekam er auch weitere Spielzeit bei drei Partien während der Qualifikation für die Weltmeisterschaft 2022 im Herbst des laufenden Jahres.
Weitere Einsätze folgten dann bei diversen Freundschaftsspielen gegen süd- und nordamerikanische Mannschaften. Anschließend wurde er auch noch im November 2022 für den Kader des Teams bei der Endrunde der Weltmeisterschaft 2022 nominiert.